# Vareilles, Creuse
Vareilles este o comună în departamentul Creuse din centrul Franței. În 2009 avea o populație de 307 de locuitori.

## Evoluția populației
| An        | 1975 | 1982 | 1990 | 1999 | 2006 | 2009 |
| --------- | ---- | ---- | ---- | ---- | ---- | ---- |
| Populație | 311  | 308  | 297  | 266  | 288  | 307  |